# جيمس هنت
جيمس هنت (بالإنجليزية: James Hunt)‏ (12 ديسمبر 1976 بدربي في المملكة المتحدة - ) هو لاعب كرة قدم بريطاني في مركز الوسط. لعب مع أكسفورد يونايتد وغريمسبي تاون ونادي بريستول روفيرز ونادي نورثامبتون تاون ونوتس كاونتي ونادي غاينسبورو ترينيتي.

## وصلات خارجية
- جيمس هنت على موقع قاعدة بيانات كرة القدم.إي يو (الإنجليزية)
- جيمس هنت على موقع Soccerbase.com (لاعب) (الإنجليزية)
- جيمس هنت على موقع عالم كرة القدم.نت (الإنجليزية)